# Talk im Hangar-7
Talk im Hangar-7 ist eine Diskussionssendung des österreichischen Fernsehsenders Servus TV.

## Geschichte
In den ersten Jahren wurde die Sendung noch von einem Moderatorenteam geleitet. Je nach Thema der Sendung wechselten sich die Moderatoren ab. Dem Team gehörten unter anderen Hellmuth Karasek, Frank Schirrmacher, Ruprecht Eser und Helmut Brandstätter an. Nachdem Michael Fleischhacker ab Juli 2014 etwa zweimal pro Monat abwechselnd mit Helmut Brandstätter die Gesprächsrunden geleitet hat, moderiert er seit August 2016 wöchentlich als alleiniger Moderator der Sendung.

## Format
Im Gegensatz zu anderen österreichischen Talkshows wie „Im Zentrum“ (ORF)  oder „Pro und Contra“ (Puls 4) wird die Sendung nicht aus einem herkömmlichen Fernsehstudio ausgestrahlt, sondern aus dem Hangar-7 am Flughafen Salzburg.